# Car Zhezong
Car Zhezong od Songa/Sunga (4. siječnja 1077. — 23. veljače 1100.) bio je car Kine (1. travnja 1085. – 23. veljače 1100.). Njegovo prvotno osobno ime je bilo Zhao Yong, ali ga je promijenio u Zhao Xu nakon krunidbe. Bio je šesti sin cara Shenzonga od Sunga i njegove priležnice, gospe Zhu (欽成皇后 朱氏) te je postao car u dobi od 9 godina, dok je njegova baka, carica Gao, bila de facto vladarica (regentica). Gao je za kancelara postavila Sima Guanga.
Tek nakon bakine smrti, car je uspio doista vladati te je snizio poreze. Umro je u Kaifengu u dobi od 24 godine. Naslijedio ga je polubrat, car Huizong od Sunga.

## Obitelj
Zhezongove supruge su bile carica Meng (昭慈皇后 孟氏) i carica Liu. Imao je jednog sina — čije je ime bilo Zhao Mao — i barem 4 kćeri — Xunmei, Shushen, Chunmei i Shuhe.
| Prethodnik Shenzong od Sunga | Car Kine iz dinastije Sung 1085. – 1100. | Nasljednik Huizong od Sunga |